# کریستوفر بوخهولز
کریستوفر بوخهولز (آلمانی: Christopher Buchholz؛ زادهٔ ۴ فوریهٔ ۱۹۶۲) هنرپیشه اهل آلمان است.
از فیلم‌ها یا برنامه‌های تلویزیونی که وی در آن نقش داشته‌است می‌توان به شانگهای، لوتر، اروس، و سه روز در کیبرون اشاره کرد.